# Dermite estivale
La dermite estivale est une maladie du cheval, due à une allergie aux piqûres de certains insectes. Comme son nom l'indique, elle coïncide généralement avec l'été, et touche la peau de l'animal, en créant des démangeaisons. Lorsqu'elle réapparaît d'année en année, elle est dite « récidivante ».

## Épidémiologie
La dermite estivale touche un cheval islandais exporté sur deux, les culicoides n'étant pas présents en Islande.